# Myriam Bédard
Myriam Bédard, född 22 december 1969 i L'Ancienne-Lorette, är en kanadensisk före detta skidskytt.
Bédard blev olympisk guldmedaljör på både 15 kilometer och 7,5 kilometer vid vinterspelen 1994 i Lillehammer.